# ISO 7816
ISO 7816 és un estàndard tècnic internacional relacionat amb les targetes d'identificació electròniques, en especial les targetes intel·ligents, gestionat conjuntament per l'Organització Internacional per a l'Estandardització (ISO) i la Comissió Electrotècnica Internacional (IEC). Es tracta d'una extensió de l'ISO 7.810. Està editat pel Comitè Tècnic Conjunt (JTC) 1/Subcomitè (SC) 17,.

## Parts de la norma
A continuació es descriuen les diferents parts d'aquesta norma:
7816-1 - Característiques físiquesCreada el 1987, actualitzada el 1998, modificada el 2003 En l'estàndard ISO/IEC 7.816 part 1 es defineixen les següents mides per a targetes intel·ligents:
- ID 000 : el de les targetes SIM usades per a telèfons mòbils GSM. També acostumen a tenir aquest format les targetes SAM ( Security Access Module ) utilitzades per a l'autenticació criptogràfica mútua de targeta i terminal.
- ID 00 : una mida intermèdia poc utilitzada comercialment.
- ID 1 : la més habitual, de «targeta de crèdit».

Contactes del xip d'una targeta amb contactes

7816-2 - targetes amb contactes - Dimensions i localització dels contactescreada el 1988, actualitzada el 1999, modificada el 2004
7816-3 - característiques elèctriquesCreada el 1989, actualitzada el 1997, modificada el 2002 i el 2006
7816-4 - organització, la seguretat i els comandaments per a l'intercanvi d'informacióCreada el 1995 i actualitzada el 2005. ISO/IEC 7816-4:2005 és independent de la tecnologia de la interfície física (no només s'aplica a targetes amb contactes), aplicant-se a les targetes de contactes, de proximitat i de radiofreqüència. El sistema de fitxers descrit en aquest apartat de l'estàndard és jeràrquic com en la majoria dels sistemes operatius moderns. Els fitxers es nomenen per un identificador de fitxer de doble byte. Les targetes intel·ligents contenen 3 tipus principals de fitxers:
- Fitxer Principal (MF): és l'arrel de la jerarquia. S'identifica per 3F 00 i conté la informació i la llista dels fitxers continguts dins d'ella.
- Fitxer Dedicat (DF) : són com directoris en les targetes intel·ligents, subdivideixen les targetes per a sostenir fitxers anomenats Elementary Files (EF). Normalment contenen les dades relatives a una aplicació.
- Fitxer Elemental (EF) : en els quals s'emmagatzemen les dades realment. Poden ser de quatre tipus:
  -  Fitxer transparent  o binari: sense estructura interna, només són magatzems de bytes amb una mida màxima. Les dades es poden adreçar amb un  offset .
  -  Fitxer lineal de registres de longitud variable : fitxers amb una estructura prefixada consistent en una llista de registres individualment identificables on cada un pot tenir una longitud variable (la mida es fixa en el moment en què es crea). Els registres són direccionats segons l'ordre de la seva creació i el seu nombre no es pot modificar posteriorment.
  -  Fitxer lineal de registres de longitud fixa : fitxers amb una estructura prefixada consistent en una llista de registres individualment identificables amb una longitud fixa cada registre. Els registres són direccionats segons l'ordre de la seva creació i el seu nombre no es pot modificar posteriorment.
  -  Fitxer cíclic de registres : fitxers amb una estructura prefixada consistent en un 'anell' (llista enllaçada circular) de registres individualment identificables, cadascun amb un amplada fixa. Els registres són direccionats en ordre invers a la seva creació/modificació.

7816-5 - Registre de la sol·licitud dels proveïdorsCreada el 1995, actualitzada el 2004. Des de la seva, ISO/IEC 7816-5 defineix com utilitzar un identificador d'aplicació per determinar la presència i/o realitzar la recuperació d'una aplicació en una targeta.
7816-6 - Interoperabilitat en els elements de dades per a l'intercanviCreada el 1996, actualitzada el 2004. Des de la seva, especifica els elements de dades utilitzats per a l'intercanvi basat en les targetes de circuit integrat, amb contactes i sense contactes. Es dona l'identificador, el nom, la descripció, el format, la codificació i el disseny de cada element de dades i defineix els mitjans de recuperació de los de la targeta.
7816-7 - Interoperabilitat en els comandaments de la targeta (SCQL)Creada (o actualitzada) el 1999.
7816-8 - Ordres per operacions de seguretatCreada el 1995, actualitzada el 2004. Des de la seva, especifica les ordres de la targeta (ja sigui amb contactes o sense) que poden utilitzar-se per operacions criptogràfiques. Aquestes ordres són complementàries i sobre la base de les ordres enumerades en la norma ISO/IEC 7816-4. L'elecció i condicions d'utilització dels mecanismes criptogràfics poden afectar la possibilitat d'exportar la targeta (a causa de les restriccions imposades en alguns països). L'avaluació de la idoneïtat dels algorismes i protocols està fora de l'abast de la norma ISO/IEC 7816-8.
7816-9 - Ordres per a la gestió de la targetaCreada el 1995, actualitzada el 2004. Des de la seva resum, especifica les ordres de la targeta (amb contactes i sense contactes) per a la gestió de fitxers; per exemple la creació i esborrat de fitxers. Aquestes ordres abasten tot el cicle de vida de la targeta i, per tant, algunes ordres poden ser usades abans que la targeta hagi estat expedida al seu titular o després que aquesta hagi caducat.
7816-10 - Senyals electrònics per operació síncrona
Creada (o actualitzada) el 1999
7816-11Verificació de la identitat personal a través de mètodes biomètrics: Creat (o actualitzat) l'any 2004. Des de la seva, especifica l'ús de les ordres i de les dades relacionades amb la verificació de la identitat d'una persona a través dels mètodes biomètrics en les targetes de circuit integrat. Les ordres utilitzades es defineixen en la norma ISO/IEC 7816-4. Les dades es defineixen parcialment en aquesta norma i en part importats de la norma ISO/IEC 19785-1.
7816-12 - Targetes amb contactes. Interfície elèctrica USB i procediments operatiusCreada l'any 2005. Des de la seva resum, especifica les condicions de funcionament d'una targeta de circuit integrat a través d'una interfície USB . ISO/IEC 7816-12:2005 proporciona dos protocols per controlar les transferències. Es tracta de suportar el protocol T = 0 (versió A) o utilitzar la transferència de APDU (versió B). ISO/IEC 7816-12:2005 proporciona els diagrames d'estat per a la interfície USB-ICC per a cadascuna de les transferències (transferències per lots, el control de les transferències versió A i versió B).
7816-13 - Comandes d'administració d'aplicacions en múltiples aplicacions entornEl 2006, aquest document està en desenvolupament font i se suposa que ha d'integrar els mètodes de
7816-15 - Aplicació d'informació criptogràficaCreada l'any 2004. Des de la seva resum, especifica una aplicació que conté informació sobre la funcionalitat criptogràfica. D'altra banda, ISO/IEC 7816-15:2004 defineix una sintaxi comuna (a ASN.1) i el format de codificació de la informació i els mecanismes per compartir aquesta informació quan sigui apropiat. ISO/IEC 7816-15:2004 és compatible amb les següents capacitats:
- Emmagatzematge de múltiples claus criptogràfiques informació en una targeta
- Ús de la informació criptogràfica
- Recuperació de la informació criptogràfica
- Referències creuades de la informació criptogràfica amb denominacions definit en la norma ISO/IEC 7816, quan escaigui
- Diferents mecanismes d'autenticació
- Múltiples algoritmes criptogràfics